# GMC CCKW
De GMC CCKW is een Amerikaanse militaire vrachtwagen van de Tweede Wereldoorlog. De officiële type aanduiding in het Amerikaanse leger is: TRUCK, 2,5 ton, 6x6, GMC CCKW-353 (of 352). De vrachtwagen is ook bekend onder de bijnamen Jimmy en Deuce and a Half, dit laatste is een verwijzing naar het laadvermogen van 2,5 ton. In de jaren 1941-1945 zijn er door General Motors meer dan 550.000 exemplaren gemaakt. Er bestaan vele varianten, met een lange en korte wielbasis en met een gesloten en open cabine. De vrachtwagen is tot eind jaren 50 in gebruik geweest in het Amerikaanse leger, maar ook bij andere strijdmachten.
De typeaanduiding CCKW is de modelindicatie zoals General Motors in die tijd gebruikte en staat voor:
- eerste C staat voor een voertuig ontwikkeld in 1941
- tweede C geeft een conventionele, cabine aan
- de K geeft aan dat alle zes wielen worden aangedreven en
- de W geeft aan dat beide achterassen worden aangedreven.

## Geschiedenis

### ACKWX
In 1939 begon het Amerikaanse leger met belangstelling te kijken naar vrachtwagens met 2,5 ton laadvermogen en aandrijving op alle zes wielen. Drie bedrijven, Yellow Truck and Coach, een dochteronderneming van GMC, Mack Trucks en Studebaker leverden een prototype. Het voertuig van Yellow Truck and Coach kwam als beste en goedkoopste uit de test. Dit voertuig werd in productie genomen en kreeg als typeaanduiding ACKWX-353 mee; waarbij de A aangaf dat het een model was uit het jaar 1939 en de X voor een aandrijflijn, van Timken, die niet door het bedrijf zelf was gefabriceerd. De cijfers 353 was de code voor het chassis. Het was in feite een civiel model met kleine aanpassingen voor militair gebruik. De benzinemotor, versnellingsbak, aandrijflijn en assen waren dezelfde als voor het civiele model. Het had een zescilinder, 91 pk benzinemotor, type 256, en een wielbasis was 162 inch. Naast het Amerikaanse leger bestelde Frankrijk ook 1000 van deze voertuigen, maar met een minder sterke motor. Door de val van Frankrijk medio 1940 zijn deze voertuigen naar het Britse leger gegaan. Deze laatste was niet onder de indruk, de vrachtwagens waren te groot en de motor te zwaar voor de militaire behoeften.

### CCKWX
Het Amerikaanse leger was echter zeer tevreden en liet het voertuig verder ontwikkelen. In 1939 was een iets grotere en verbeterde versie van de motor type 256 uitgekomen, de 270 met een vermogen van 92 pk. Deze laatste was voorzien van een extra oliefilter en betere koeling waarmee de kans op oververhitting bij zware belasting verminderde. De benzinetank werd vergroot en kreeg een inhoud naar 40 gallons en ten slotte werd de wielbasis met twee inch verlengd. De belangrijkste en meest zichtbare verandering was die van de bestuurderscabine. Deze was aanzienlijk vereenvoudigd, daarmee een stuk goedkoper en maakte de motor beter bereikbaar voor onderhoud. Dit voertuig kreeg de aanduiding CCKWX, waarbij de eerste C nu een model uit 1941 indiceerde. Tussen oktober 1940 en februari 1941 werden er ruim 13.000 exemplaren van geproduceerd.

### CCKW
Vanaf begin 1941 werd de CCKW geïntroduceerd, met als belangrijkste verschil de aandrijflijn. Tot februari 1941 werd deze geleverd door Timken, maar GMC had een eigen versie ontwikkeld en in productie genomen, de zogenaamde Banjo. Yellow Truck and Coach was nu niet langer afhankelijk van een toeleverancier, maar maakte alle belangrijke onderdelen zelf. De X, van niet-standaard, bij de typeaanduiding kon verdwijnen en het voertuig ging verder als de CCKW. Timken bleef overigens wel aandrijflijnen leveren, maar ook deze voertuigen kregen dezelfde aanduiding. De ontwikkeling van het voertuig stond niet stil en meerdere - kleine - aanpassingen werden gedaan, maar de CCKW aanduiding bleef bestaan. Vanaf het najaar van 1942 werden de dichte bestuurderscabines stap voor stap uit de productie genomen en vervangen door een open cabine met een canvas dak. In het voorjaar van 1943 was deze transformatie compleet. Medio 1943 werd Yellow Truck and Coach gereorganiseerd en de naam werd gewijzigd in General Motors Truck and Coach Division. Van de CCKW vrachtwagen werden meer dan 500.000 exemplaren gebouwd, de meeste als vrachtwagen voor algemeen gebruik, maar ook voor diverse andere toepassingen. De meest opvallende toepassing was die als amfibievrachtwagen, de DUKW.

### CCW
In 1941 was er nog een groot tekort aan aangedreven voorassen. Verder werden veel voertuigen achter de linies voor logistieke doeleinden gebruikt waarbij aandrijving op alle wielen niet noodzakelijk was. De GMC CCKW werd ontdaan van de aandrijving op de voorwielen en de GMC CCW (6x4) was het resultaat. De CCW was ongeschikt voor het terrein en het laadvermogen werd bepaald op 5 ton. De voertuigen kregen ook geen lier. Een eerste order voor 2.000 stuks werd gegund en van 1 december 1941 tot 1 februari 1942 reden 45 voertuigen per dag de Yellow Truck and Coach fabriek uit. Vervolgorders volgden voor nog eens 21.500 exemplaren die allen in 1942 werden geleverd. In mei 1942 volgde nog een order voor 29.550 CCW voertuigen waarvan de eerste levering in januari 1943 zou plaatsvinden. Yellow Truck and Coach had onvoldoende capaciteit en de uitvoering van deze order zou ten koste gaan van de productie van de zeswielaangedreven CCKW. Het leger besloot in augustus 1942 de order voor de CCWs te annuleren en vroeg Studebaker om de productie over te nemen. De voertuigen zijn vooral geleverd aan geallieerde partners als de Sovjet-Unie en China.

### AFKWX

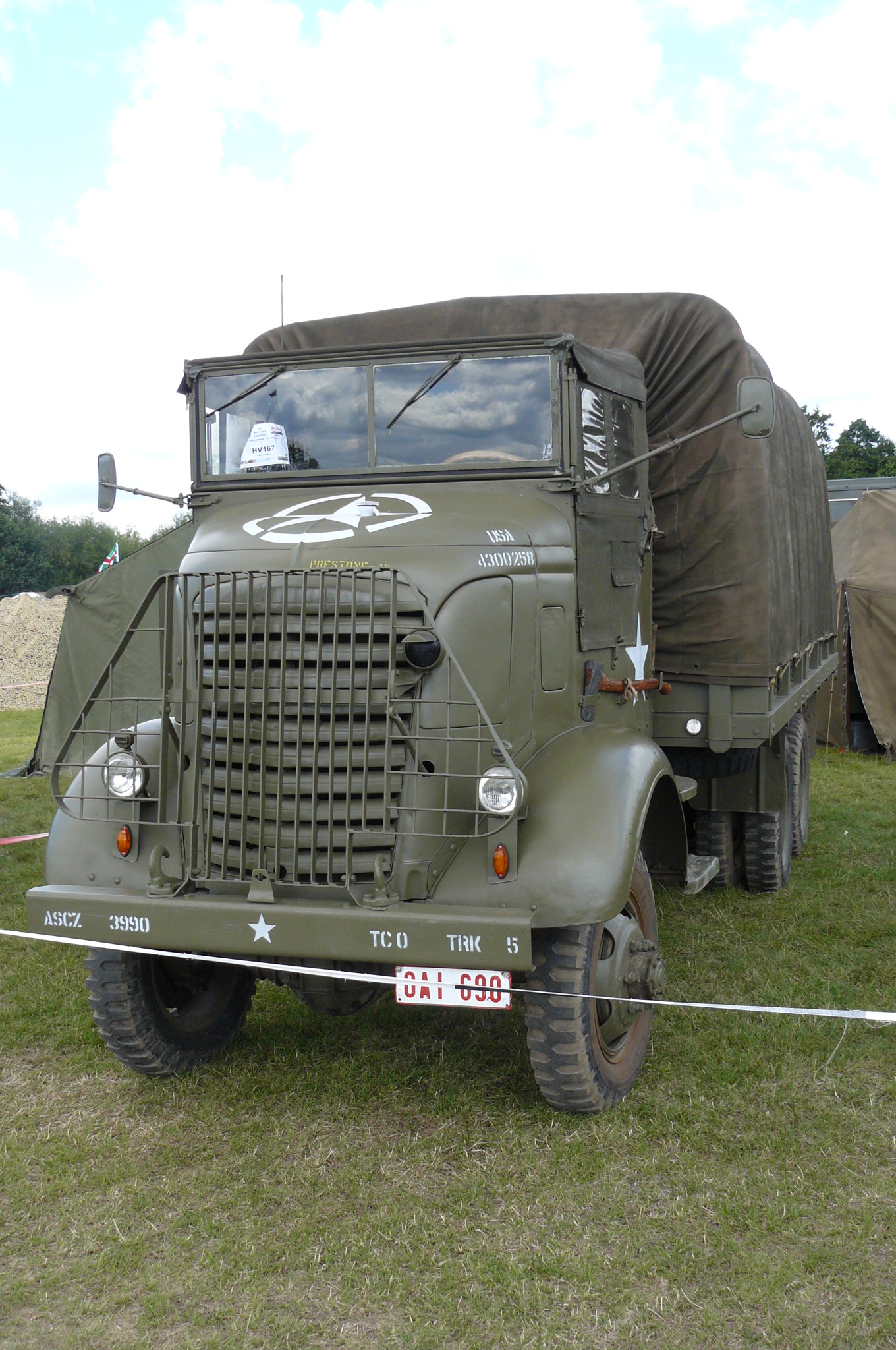
GMC AFKWX

Deze versie had een frontstuurcabine in plaats van de standaard torpedofrontcabine op de CCKW. De cabine nam hierdoor minder plaats in beslag waardoor, bij gelijkblijvende buitenmaten, het laadgedeelte groter werd. Van dit model zijn er 7.235 stuks geproduceerd. De productie startte in 1942, met een gesloten bestuurderscabine, maar later werden ook open cabines toegepast. De eerste 2.235 exemplaren hadden een laadvloer met een lengte van 3,8 meter (15 voet) en de overige 5000 die in 1944 en 1945 werden geproduceerd een laadvloer van 4,3 meter (17 voet).
Tijdens de Tweede Wereldoorlog was de GMC CCKW de meest geproduceerde militaire vrachtwagen van alle in de strijd betrokken landen. In totaal zijn er ruim 520.000 exemplaren geproduceerd. Het zwaartepunt van de productie lag in de jaren 1942 tot en met 1944. In de figuur hieronder een overzicht van de productie naar typeaanduiding en bouwjaar:
| Type voertuig | 1940  | 1941   | 1942    | 1943    | 1944    | 1945   | Totaal  |
| ------------- | ----- | ------ | ------- | ------- | ------- | ------ | ------- |
| ACKWX         | 2.466 | 0      | 0       | 0       | 0       | 0      | 2.466   |
| CCKWX         | 5.707 | 7.481  | 0       | 0       | 0       | 0      | 13.188  |
| CCKW          | 0     | 43.315 | 110.986 | 130.843 | 127.978 | 91.157 | 504.279 |
| AFKWX         | 3     | 0      | 613     | 1.619   | 4.000   | 1.000  | 7.235   |
| Totaal        | 8.176 | 50.796 | 111.599 | 132.462 | 131.978 | 92.157 | 527.168 |

## Uitvoeringen
Er bestaan diverse versies van het voertuig. Het onderscheid wordt onder andere gemaakt door de:
- wielbasis; de CCKW-353 heeft een lange wielbasis van 164 inch en de CCKW-352 een korte met een lengte van 145 inch;
- lier; uitvoeringen met en zonder lier
- cabine; gesloten van metaal of open, eventueel af te dekken met een canvas zeil. De uitvoering met open cabine werd in de zomer van 1943 algemeen ingevoerd. Hierdoor was minder staal nodig en werd het compacter waardoor per schip meer voertuigen konden worden vervoerd.

Behalve standaard vrachtwagens, met een laadvermogen van 2,5 ton, zijn er ook uitvoeringen als:
- artillerietrekker (vooral de CCKWs met korte wielbasis);
- kiepwagen;
- waterdrager (met een tank van 700 gallons);
- brandstoftanker (met twee tanks van 350 gallons);
- mobiele werkplaats;
- brandweerwagen;
- compressorwagen; De compressor was een LeRoi 105GA model die werd aangedreven door een viercilinder benzinemotor met een cilinderinhoud van 5,2 liter. De compressor kon de luchtdruk opvoeren tot circa 7 bar. In de opbergruimten naast de compressor lagen de gereedschappen waaronder boren, een cirkel- en een kettingzaag.[8] Deze uitvoering kwam in 1942 in productie en in totaal zijn er ongeveer 8200 exemplaren van gemaakt;
- amfibisch voertuig (DUKW).

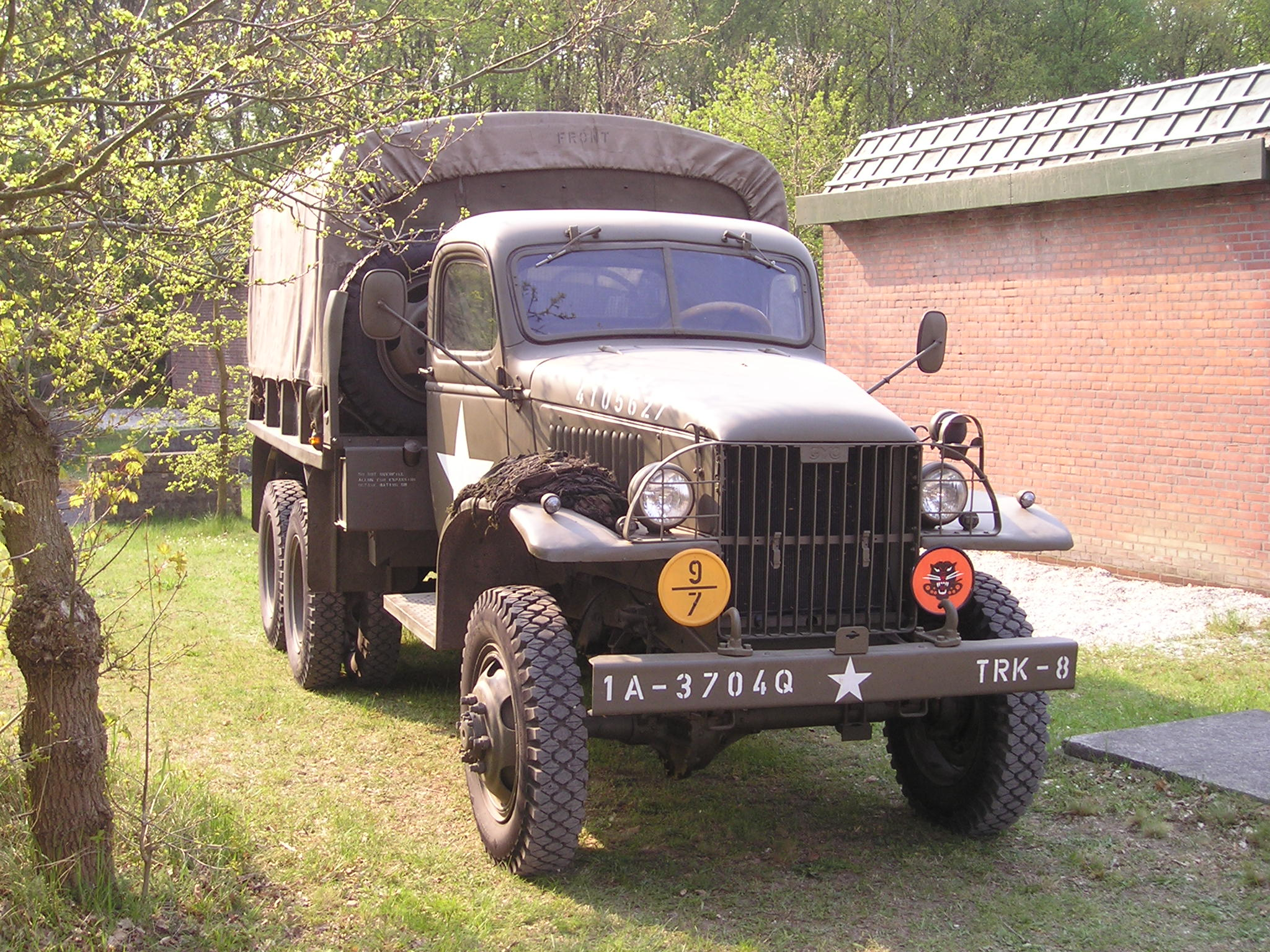
GMC met gesloten bestuurderscabine en korte wielbasis
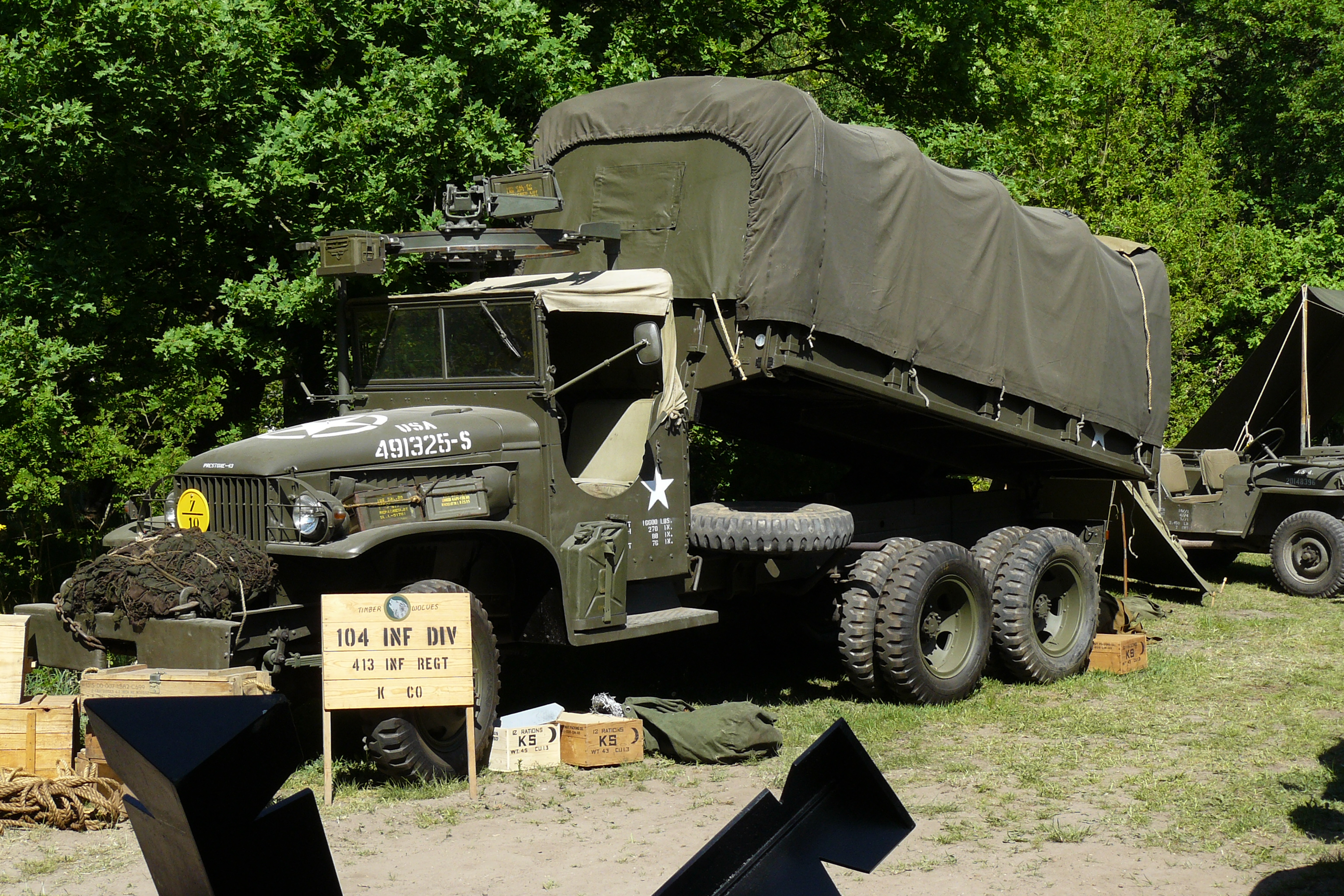
GMC kiepwagen met open cabine
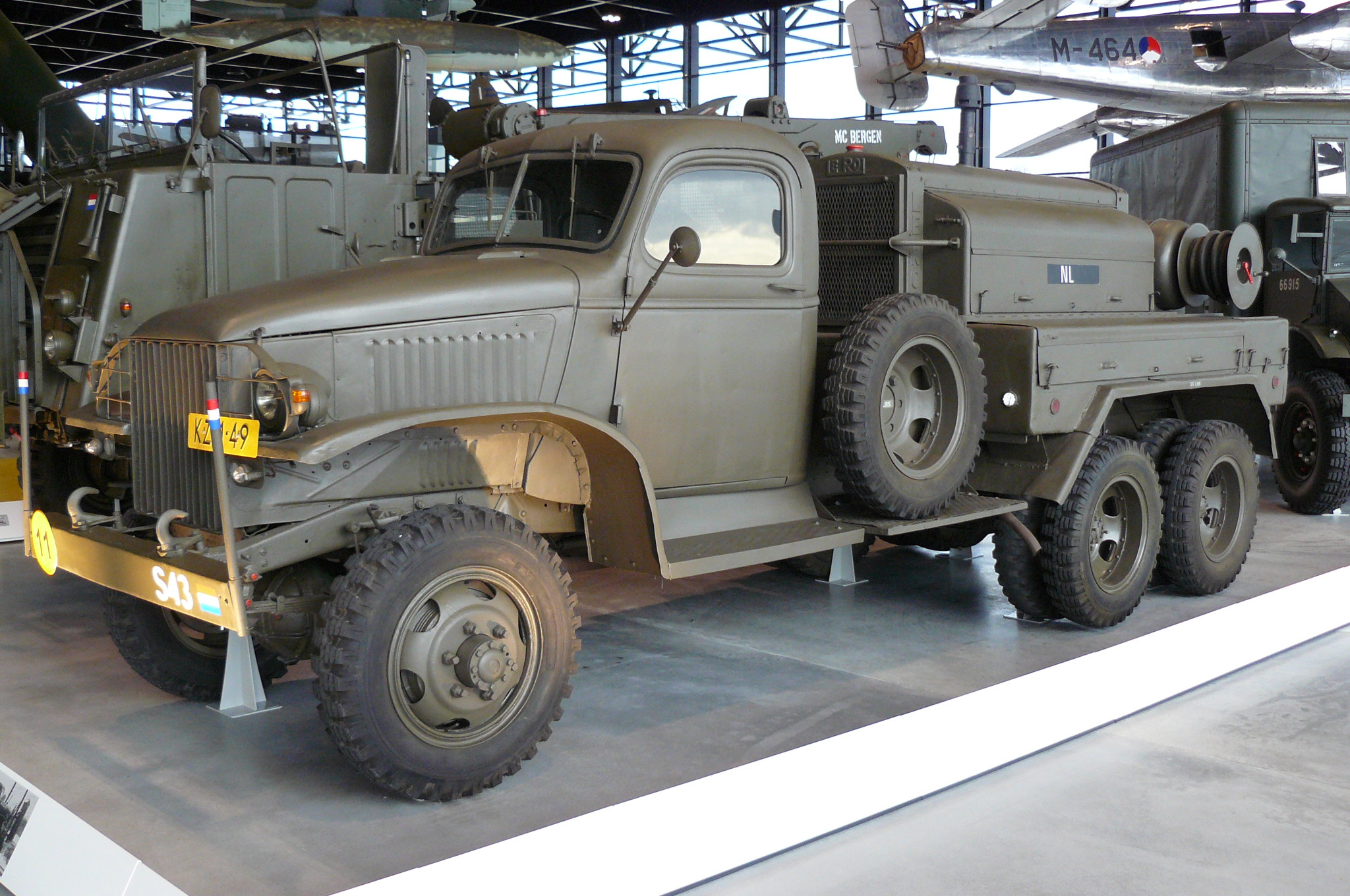
GMC met compressor
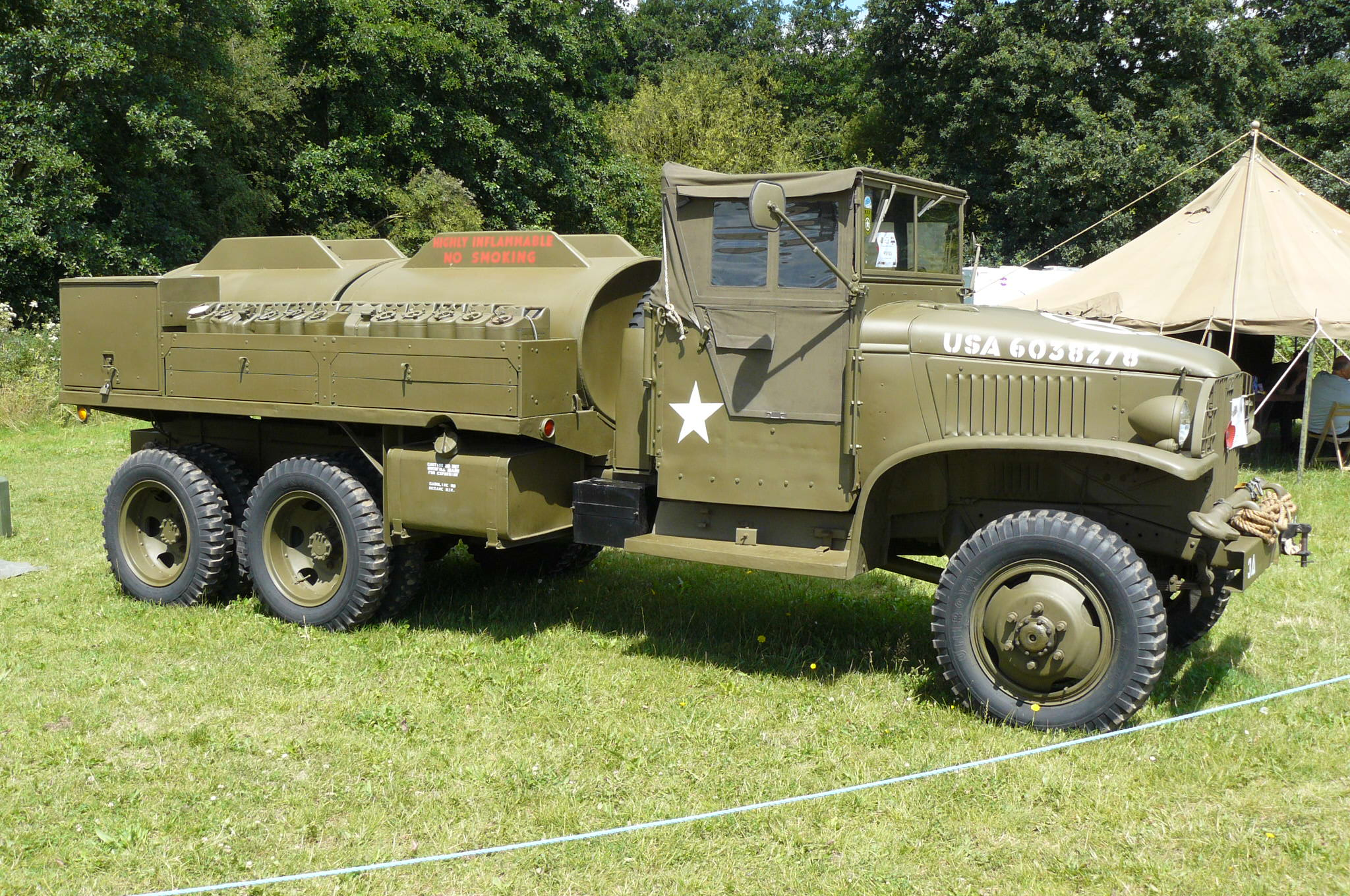
Tankwagen uitvoering

### Vliegende GMC
Tijdens de Tweede Wereldoorlog werd het voordeel van het vervoer door de lucht van personeel en materieel al snel ingezien. De veelgebruikte Dakota C-47, de militaire versie van de DC-3 had echter een beperkte vrachtcapaciteit en kleine deuren. De enige mogelijkheid om de 2,5 tons vrachtwagen mee te voeren was in twee delen. In september 1943 begon GMC met het ontwerp en de uitvoering en op 1 februari 1944 werd een prototype opgeleverd. Na getest te zijn werd in april 1944 opdracht gegeven om met de productie te starten.
Om het voertuig door de lucht te kunnen vervoeren werd het gesplitst net achter de bestuurderscabine. Het voorste en achterste deel, de achterassen en laadbak, werden in twee vliegtuigen naar de plaats van bestemming vervoerd. Dit vereiste een aparte koppeling achter de cabine waar de beide delen los van elkaar of aan elkaar geschroefd konden worden. Verder waren aanpassingen nodig voor het remsysteem om te voorkomen dat het leeg liep als de delen los van elkaar kwamen. Het voorste deel van de motor en cabine kon nog rijden; door een klein wiel achter het deel te plaatsen. Het voertuig kon daarmee op eigen kracht het vliegtuig in- of uitrijden. Van de twee delen werden nog veel uitstekende onderdelen verwijderd, zoals de voorspatborden, de buitenste achterwielen en de laadbak was ook gesplitst.
Om het voertuig uit elkaar te halen werd gerekend op acht manuren, voor een kiepwagen nog eens zeven uur extra. Om de twee delen bij elkaar te plaatsen en het voertuig weer rijklaar te krijgen was 10 uur nodig en 16 uur voor een kiepwagen. In de praktijk is nauwelijks gebruikgemaakt van de mogelijkheid; de kosten van het luchttransport waren te hoog. Desondanks zijn er 7250 van deze speciale versie gebouwd in 1944 en 1945.

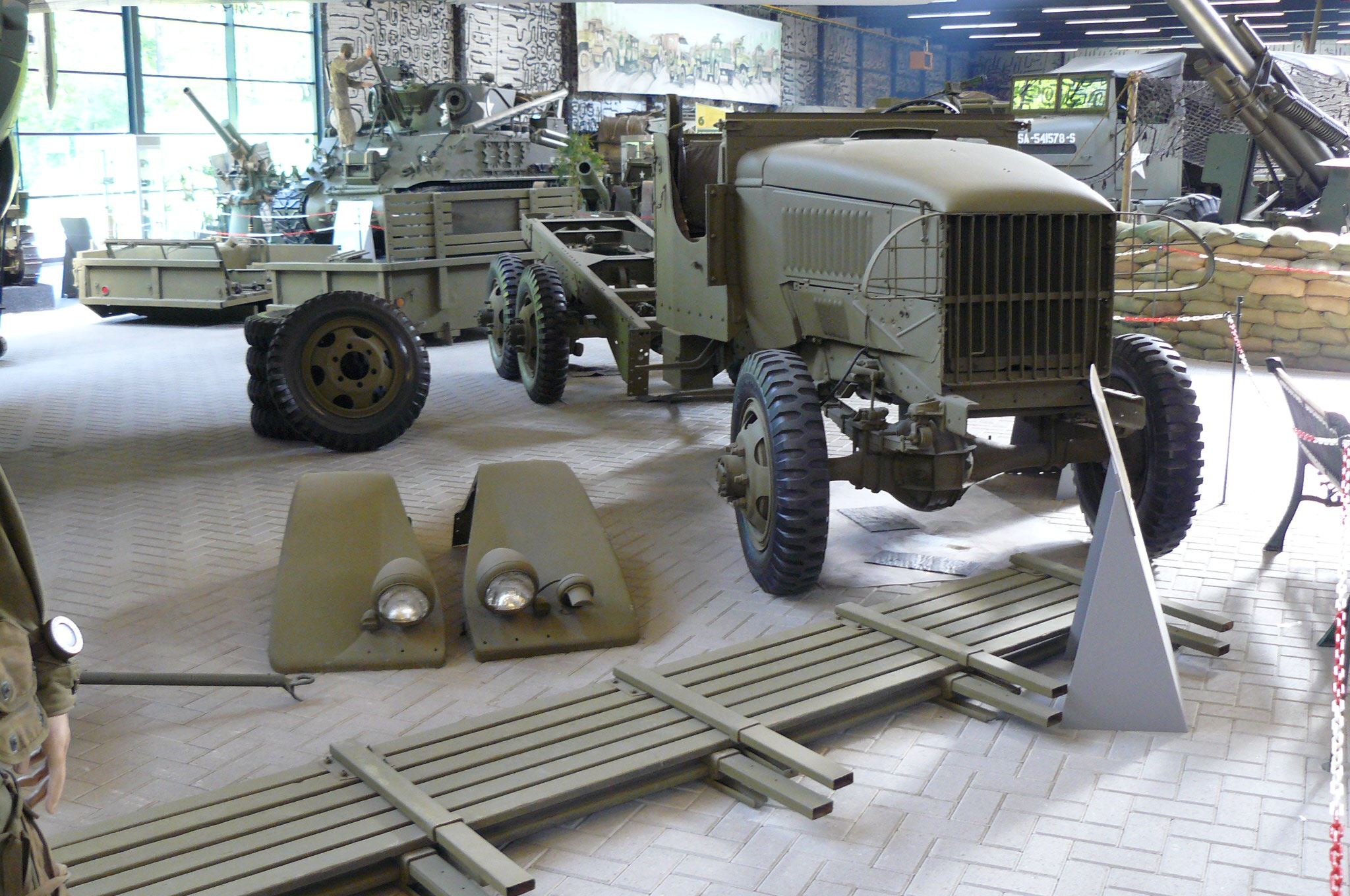
Vooraanzicht met alle onderdelen eromheen
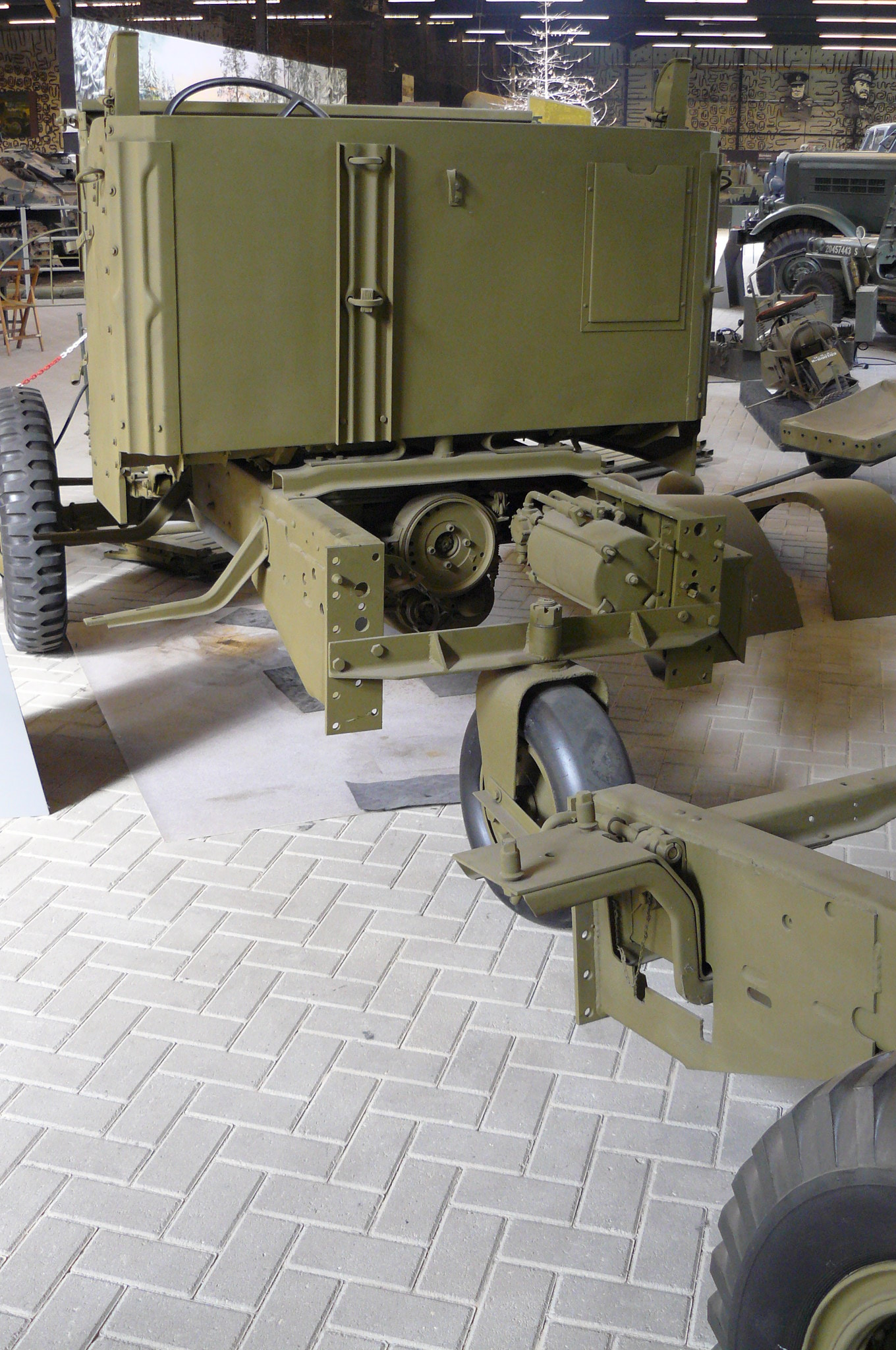
Achterkant bestuurderscabine met extra derde wiel
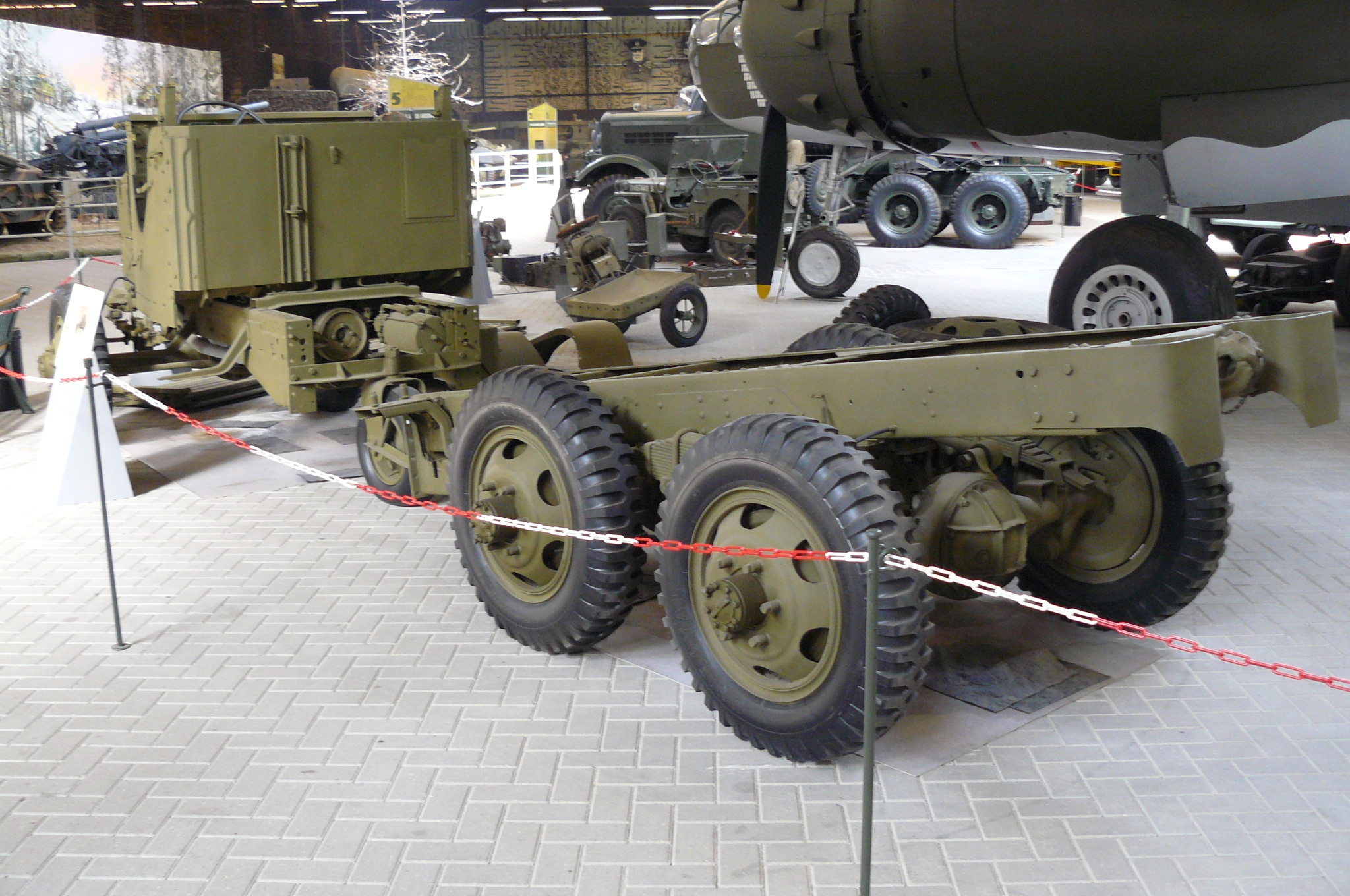
Laadgedeelte en achterkant bestuurderscabine

## Technische gegevens voor de CCKW-353[10]
Motor:
- Type: zescilinders in lijn, viertakt, kopklep, vloeistof gekoeld
- Brandstof: benzine
- Vermogen: 92 pk bij 2750 toeren per minuut
- Cilinderinhoud: 269,5 kubieke inch

Afmetingen en gewichten:
- Hoogte gemeten bij cabine: 91 inch
- Hoogte gemeten met canvas dek over laadgedeelte: 110 inch
- Lengte (zonder lier) 256 inch (idem met korte wielbasis: 231 inch)
- Breedte: 88 inch
- Gewicht (leeg): 8100 lb (met lier 700 lb zwaarder)
- Gewicht (ongeladen, maar met brandstof, olie en water): 10.350 lb
- Gewicht (inclusief lading): 16.400 lb
- Maximaal laadvermogen: 5000 lb
- Maximaal aanhanggewicht: 4500 lb

Prestaties
- Max. toegestane snelheid: 45 miles per uur
- Inhoud brandstoftank: 40 gallons
- Draaicirkel: 70 voet
- Bodemvrijheid bij assen: 9,875 inch
- Oploophoek: 31°
- Afloophoek: 36°